# Juhan Parts
Juhan Parts (ur. 27 sierpnia 1966 w Tallinnie) – estoński polityk, parlamentarzysta, w latach 2003–2005 premier Estonii, od 2007 do 2014 minister gospodarki, członek Europejskiego Trybunału Obrachunkowego.

## Życiorys
Ukończył gimnazjum im. Gustawa Adolfa w Tallinnie, później studiował prawo na Uniwersytecie w Tartu. Pracował przez sześć lat w estońskim Ministerstwie Sprawiedliwości, dochodząc do stanowiska zastępcy sekretarza generalnego. W latach 1998–2002 pełnił funkcję generalnego audytora Estonii. Krytykował publicznie kolejne rządy, uzyskując wkrótce pewną popularność.
W 2001 stanął na czele konserwatywnej partii Res Publica, głoszącej hasła szybkiej liberalizację estońskiej gospodarki, akcesji do struktur Unii Europejskiej i NATO. Nowe ugrupowanie w wyborach w 2003 uzyskało najwięcej miejsc w Riigikogu, jeden z nich objął Juhan Parts, rezygnując z niego w związku z nominacją na urząd premiera. Stanął na czele koalicyjnego rządu (współtworzonego przez Partię Reform i Związek Ludowy). Podał się do dymisji po dwóch latach w związku z odwołaniem przez parlament Kena-Martiego Vahera (członka partii Res Publica) z funkcji ministra sprawiedliwości.
Powrócił do sprawowania mandatu poselskiego, który utrzymał w wyborach w 2007 jako kandydat Isamaa ja Res Publica Liit, współtworzonego przez jego dotychczasowe ugrupowanie. W drugim rządzie Andrusa Ansipa w kwietniu 2007 objął resort gospodarki i łączności. W 2011 ponownie został posłem, w kwietniu 2011 zaprzysiężony na ten sam urząd w trzecim gabinecie dotychczasowego premiera. Sprawował go do 26 marca 2014. W 2015 kolejny raz wybrany do parlamentu.
W styczniu 2017 rozpoczął sześcioletnią kadencję na stanowisku członka Europejskiego Trybunału Obrachunkowego.

## Odznaczenia
- Order Herbu Państwowego II klasy (2008)[3]
- Krzyż Wielki Orderu Zasługi Republiki Włoskiej (Włochy, 2004)[4]
- Krzyż Wielki Orderu Infanta Henryka (Portugalia, 2006)[5]
- Krzyż Wielki Orderu Zasługi Cywilnej (Hiszpania, 2007)[6]
- Wielki Krzyż Komandorski Orderu „Za Zasługi dla Litwy” (Litwa, 2013)[7]

- Krzyż Komandorski z Gwiazdą Orderu Zasługi Rzeczypospolitej Polskiej (Polska, 2014)[8]